# Древноегипетски календар
Древноегипетският календар е система за отчитане на времето, използвана в течение на няколко хилядолетия в Египет. Годината имала 365 дни, разделени на 12 месеца от по 30 дена всеки, към които в края на всяка година били прибавяни 5 допълнителни дни – наречени от гърците „епагомени“. Месеците били групирани в „тетрамени“, които оформяли три сезона:
| SA · x · t |

| SA · x · t |

| pr · r | t · ra |

| pr · r | t · ra |

| S | mw | ra |

| S | mw | ra |

Календарната дата за „новата година“ се отмества спрямо астрономическите събития с 1 ден за всеки 4 години, поради което след време честваните по календар празници се оказвали в друг сезон, а римляните наричали египетската година „скитаща“ (annus vagus). Било е съобразено, че след 1461 г., т.нар. „сотически период“ (от „Сотис“, египетското име на Сириус) дати и събития отново съвпадат. През еленистичната епоха Птолемей III предлага реформа, която да стабилизра календара като се въведе високосна година, един допълнителен шести „епагомен“ на всяка четвърта година, но това не се осъществява.

## История и особености
Още от най-дълбока древност за обитаващите бреговете на Нил разливането на реката е било събитие от изключителна важност. Прииждането на реката започва около лятното слънцестоене, което в епохата около началото Трето хилядолетие пр. Хр. приблизително съвпадало с хелиакалния изгрев на Сириус. За разлика от другите оседнали култури египтяните са предпочели не да следят Слънцето на хоризонта, а мястото му на небесната сфера, което се постига именно чрез наблюдаването на Сириус.
Преполага се, че преброяването на 365 дни като годишен цикъл е извършено по-рано, но е липсвало обяснение, защо броейки само по календара се появявало несъответствие. Около 2800 г. пр.н.е. календарът с 365 дни е бил приет като граждански, а жреците продължили да следят изгрева на Сириус.
В началото на XX век Едуард Майер е направил предположения за датата на установяване на календара. Известно е, че през 139 г. е имало съвпадение на „новата година“ и хелиакалния изгрев на Сотис, така че предишните са могли да се случат през 1322 г. пр.н.е., в 2783 г. пр.н.е. (в края на тинитската епоха и началото на Старото царство) и през 4244 г. пр.н.е. Първата дата е твърде скорошна, а „Текстове от пирамидите“ ни карат да мислим, че през 2783 г. пр.н.е. календарът вече е бил факт. Някои от египтолозите приемат приблизително годината 4244 пр.н.е., която за никого не е първата сигурна историческа дата. Някои автори свързват това изобретение с жреците от Хелиополис и с времето, когато градът през додинастическия период е бил столица на огромно царство. Немският математик Нойгебауер е установил, че тази дата е неприемлива. Тя е била отхвърлена – заедно с цялата историческа концепция на Сет, основаваща се на същата тази хронология – от Кийз, който намери множество последователи сред специалистите. Някои анализи доказват, че тя ни отвежда към времето на фаюмския неолит и следователно през тази епоха не би могъл да бъде създаден календарът. Така че, ако изобщо някога в края на средния период от додинастическия период е имало величество на Хелиополис, то тази дата трябва да се намали с едно хилядолетие – нещо, което прави създаването на календара в този период невъзможно.

## Измерване на времето в Древен Египет
Едва в Късната епоха всеки от месеците в трите „тетрамена“ бил наименован: Тот, Паофи, Атир и Хойак от периода на разливите; Тиби, Мехир, Фаменот и Фармути от втория тетрамен, този на покълването; Пахонс, Пайни, Епифи и Мезори за третия, сезона на сушата. За да обозначат определен ден, египтяните посочвали годината от царуването, месеца, сезона и деня. Например година 9 на Джосеркара Аменофис I, месец трети от горещините (Епифи), ден ден девети, е посочената от медицинския папирус Еберс. Датата, която отбелязвала началото на годината била 19 юли по юлианския календар или 15 юни по нашия; на географската ширина на Мемфис.
По подобие на годината, която били разделили на 12 месеца, най-вероятно след наблюдение на лунните цикли (виж Календар), египтяните разделят деня и нощта – всеки на 12 часа, като ги нарекли „слънчеви часове“ и „часове на мрак“. Изглежда тези часове са променяли своята продължителност според годишния сезон, като само близките до равноденствията дни и нощи траели еднакво дълго. За да се посочи часа, се казвало: часът Х от нощта, или часът Х от деня. Освен това жреците били нарекли часовете с едносъставни имена, като например „сияйният“, който е първият час на деня, или сложни, например „който вижда красотата на Ра“ – за дванадесетия час на нощта. Дванадесетте часа на нощта представляват дванадесетте области на долния свят, които Ра прекосява в нощната си обиколка, и които са изобразени в декорациите на гробниците. В ежедневния живот различните моменти се отбелязват с по-общи понятия: сутринта, „мигът на нощта“, или по-поетичното „часът на вечерното ястие“, „часът на здрача“; открити са също така и все още неясни изрази, като този на Гардинър, превеждан като „мигът на уханието в устата“.
Още от началото на Новото царство, а може би и от по-ранен период, египтяните познават различни уреди за измерване на времето, по принцип използвани в храмовете и дворците: водни часовници с маркери за време на изпаряване от вътрешната страна като точки; слънчеви часовници, отбелязващи часа според дължината на хвърлената сянка или според посоката; „звездни часовници“, които наподобяват уреди за астрономическо наблюдение. При звездните часовници се използват предварително съставени астрономически таблици, екземпляри от които са запазени до днес в гробниците на фараоните от XX династия. Тези таблици можело да бъдат използвани по време на определени 15 дни в годината, а били необходими 24 от тях, за да се изготви пълна звездна таблица. Наблюдателят, който носел плоча, линия с процеп и триъгълник, заставал срещу някакъв предмет, служещ за отправна точка, поставен по посоката на Полярната звезда; масата представлявала фигурата на отправната точка с разположението на звездите спрямо главата му във всеки час от денонощието. С помощта на този уред за отмерване, наблюдателят откривал звездата, отправна точка, разположена над главата или окото според часа, и било достатъчно да погледне към плочата, за да знае кое време на нощта е.